# Черемнов, Александр Сергеевич
Сергей Александрович Черемнов (1881-1919) — русский поэт.

## Биография
Сергей Александрович Черемнов родился 19 (31) августа 1881 года в селе Филиппово Вышегородской волости Порховского уезда Псковской губернии.
Ближайшие предки поэта были дворянами Порховского уезда. Учился в Шавельской гимназии Ковенекой губернии, получил профессию в Псковской учительской семинарии. 31 января 1899 года «Псковский городской листок» напечатал его первое стихотворение «Пахарь», а 30 июня там же появилось сочинённое им стихотворение «Памяти Пушкина». Работал учителем земской школы в селе Сенно Изборской волости Псковского уезда. Из-за туберкулёза Черемнов покинул школу, поселился в Пскове. Публиковался в журнале «Отдых». Многие его произведения обличали царский строй, были написаны в разных жанровых формах  (басни, притчи, гимны, памфлеты, оды). Переводил польских поэтов. В 1904 году Черемнов посылал свои стихи и переводы Максиму Горькиму для публикации в сборниках «Знание».
Жил в Петербурге. Познакомился с состоятельной владелицей имения Клеевка Сутоцкой волости того же уезда 55-летней вдовой Марией Павловной Миловидовой, которая стала покровительницей 26-летнего поэта. Далее состоялась поездка в Алупку на лечение, потом и на Капри к Максиму Горькиму, где состоялось знакомство с Иваном Буниным.
С апреля 1912 года Александр Сергеевич Черемнов вместе с Горьким и Буниным печатался в журнале «Заветы», с декабря 1912 года — в журнале «Путь», в январе 1913 года — в «Современнике».
В июне 1912 года по рекомендации Бунина его единогласно приняли в члены кооперативного товарищества «Книгоиздательство писателей в Москве».
В 1913 году, под редакцией Викентия Вересаева, вышел в свет однотомник произведений Черемнова.
Революционные годы стали для Черемнова роковыми; потеря близкого человека, безденежье и болезнь. Узнав о бедственном положении поэта, Бунин пытался помочь молодому поэту, хлопотал о нём перед знакомыми. Однако в сентябре 1919 года стало известно, что Александр Сергеевич Черемнов умер, покончив жизнь самоубийством.